# Universitat de Santiago de Compostel·la

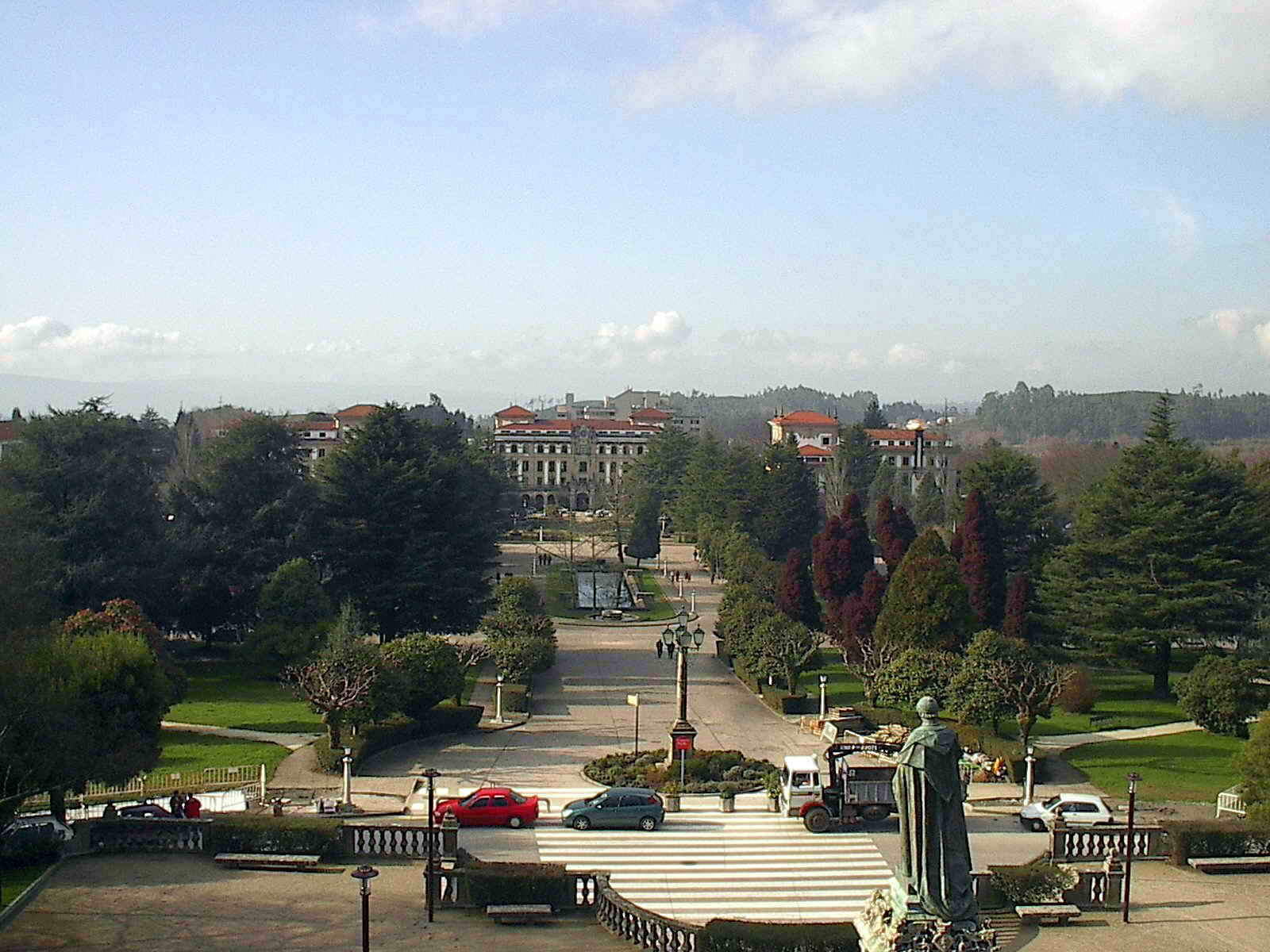
Campus Sud.

La Universitat de Santiago de Compostel·la (en gallec i oficialment Universidade de Santiago de Compostela) és una universitat pública amb seu a la capital de Galícia i una de les institucions universitàries de major tradició a Europa. Fundada com a Estudi de Gramàtica per Lope Gómez de Marzoa l'any 1495 va gaudir d'un important impuls inicial. Avui dia la Universitat de Santiago s'organitza territorialment en dos campus, el de Santiago de Compostel·la i el de Lugo.
Entre la perllongada història de la Universitat, cal destacar la gesta del Batalló Literari, moviment patriòtic format pels estudiants, contra la invasió francesa en la Guerra de la Independència Espanyola.

## Facultats de la Universitat de Santiago de Compostel·la

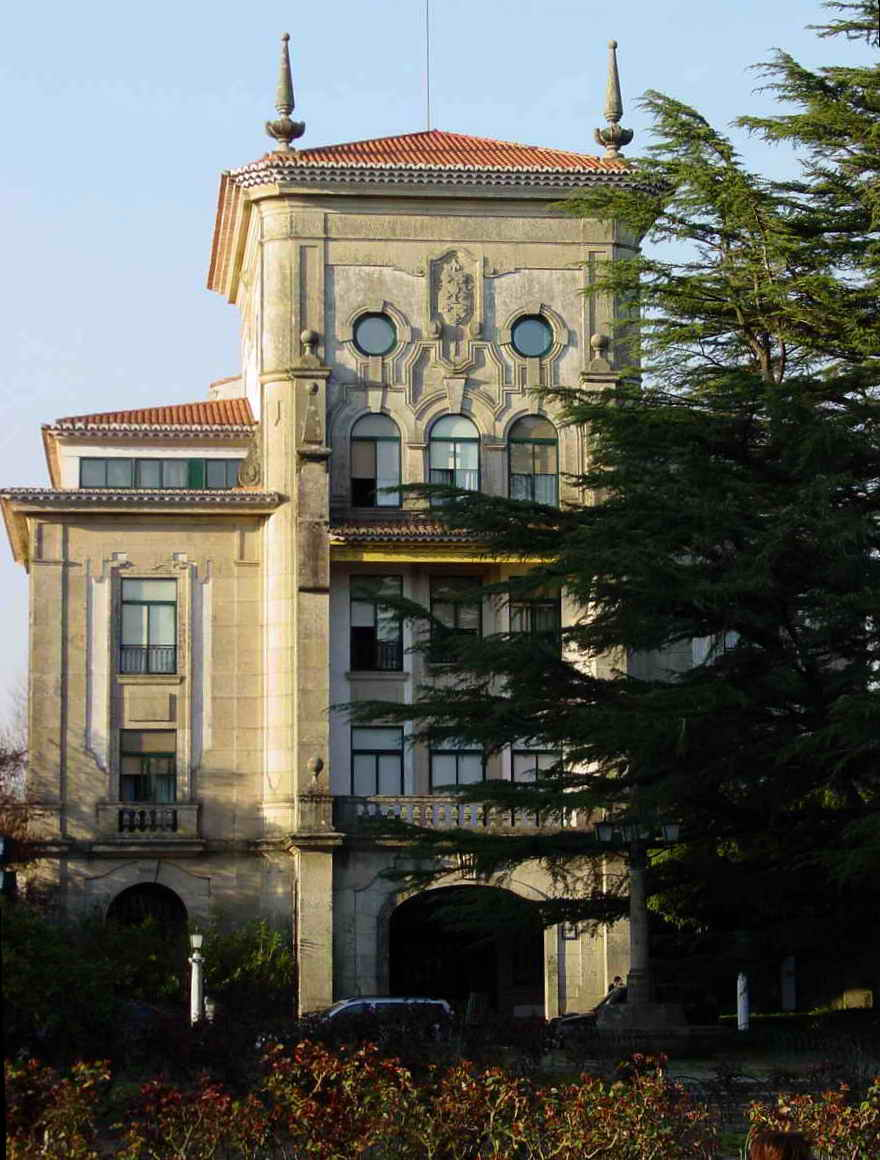
Col·legi Major Rodríguez Cadarso

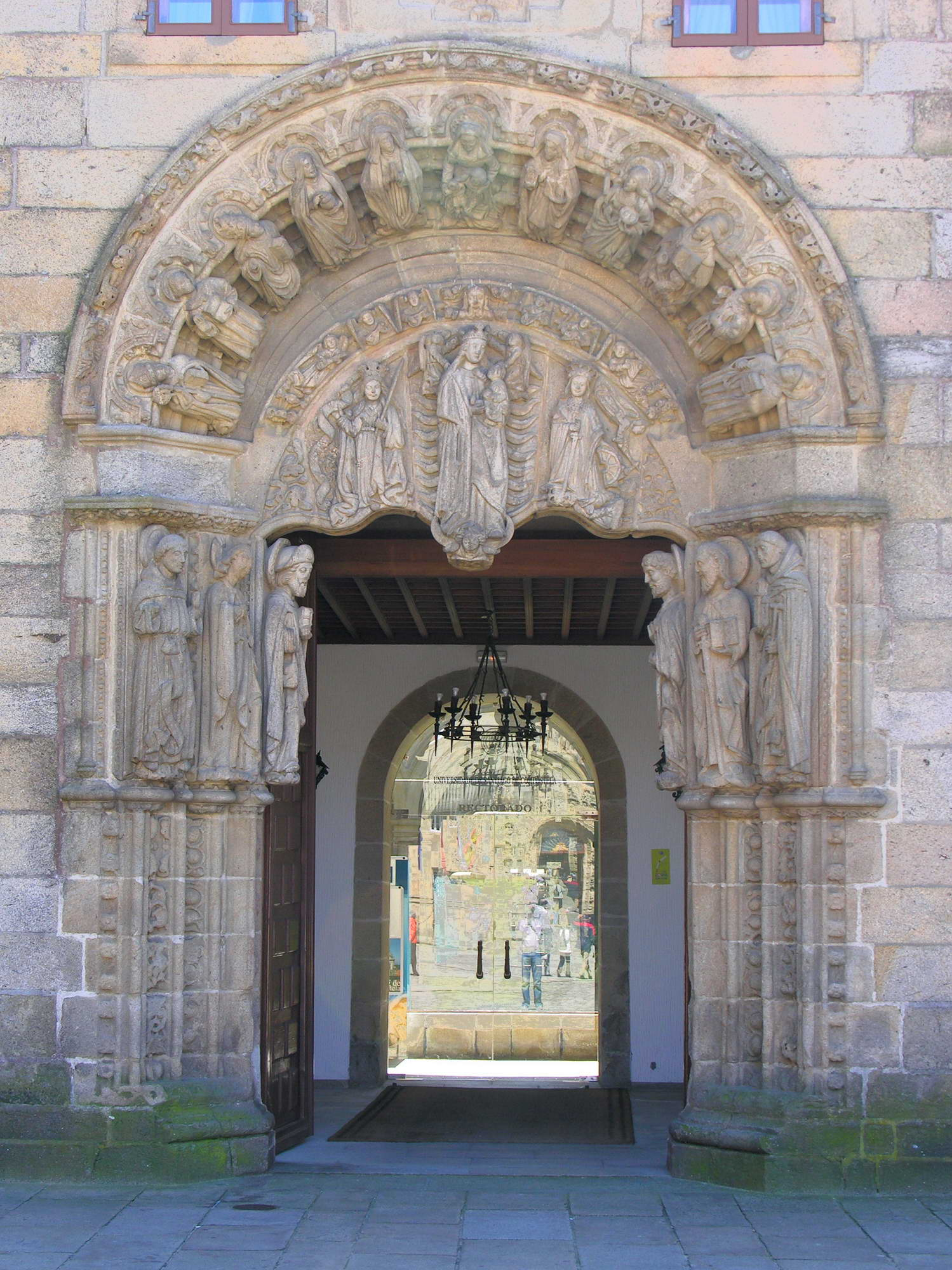
Entrada al Colexio de San Xerome, seu del Rectorat.

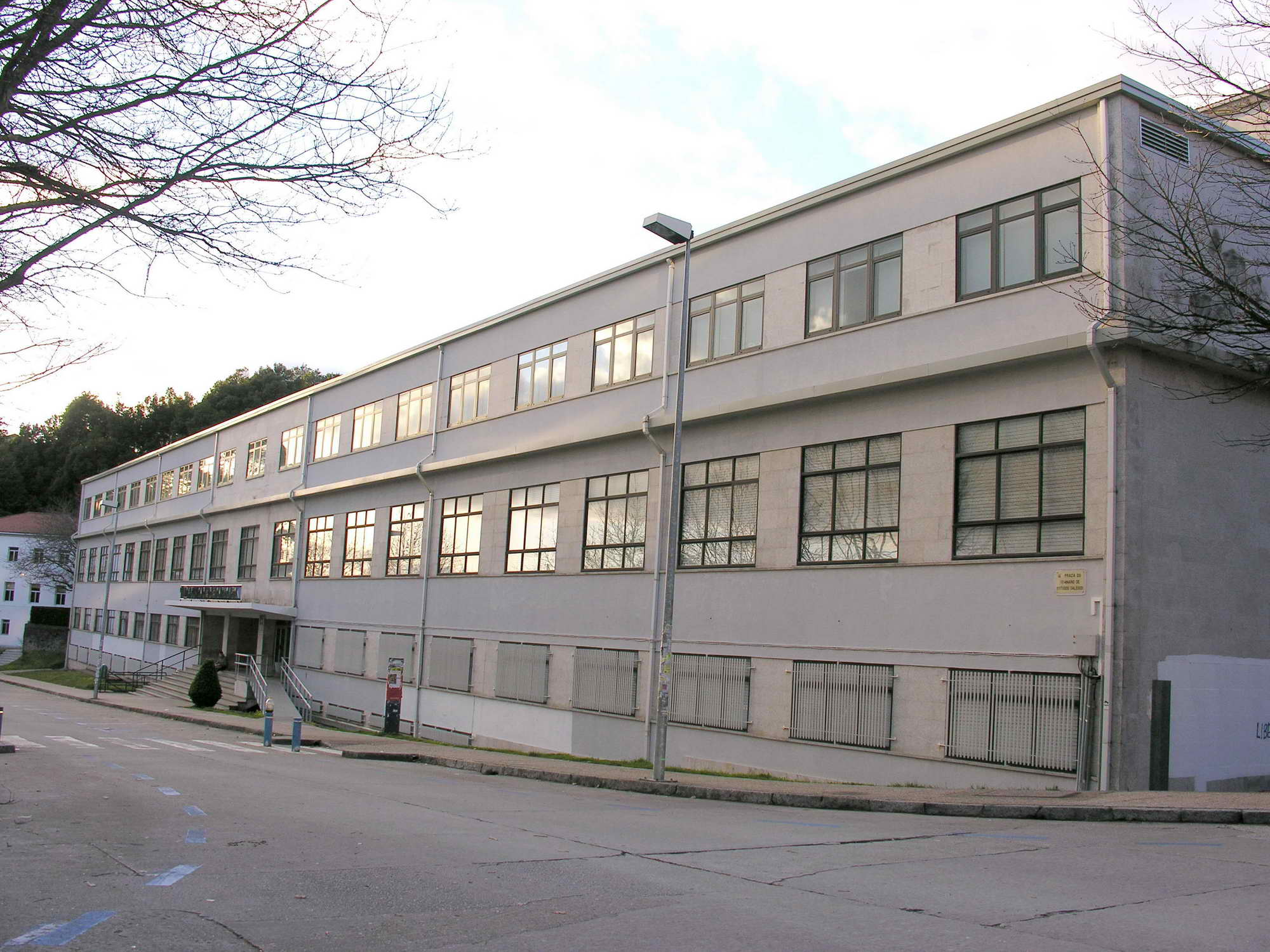
Facultat de Farmàcia.

La USC té facultats i escoles a Santiago de Compostel·la i a Lugo.

### Campus deSantiago de Compostel·la
- Facultat de Biologia
- Facultat de Ciències de la Comunicació
- Facultat de Ciències de l'Educació
- Facultat de Ciències Econòmiques i Empresarials
- Facultat de Ciències Polítiques i Socials
- Facultat de Dret
- Facultat de Farmàcia
- Facultat de Filologia
- Facultat de Filosofia
- Facultat de Física
- Facultat de Matemàtiques
- Facultat de Medicina i Odontologia
- Facultat de Psicologia
- Facultat de Química
- Facultat de Geografia i Història
- Escola Tècnica Superior d'Enginyeria
- Escola Universitària d'Infermeria
- Escola Universitària d'Òptica i Optometria
- Escola Universitària de Relacions Laborals

### Campus deLugo
- Facultat d'Administració i Adreça d'Empreses
- Facultat de Ciències
- Facultat d'Humanitats
- Facultat de Veterinària
- Escola Politècnica Superior
- Escola Universitària de Formació del Professorat

### Centres adscrits
- Escola Universitària d'Infermeria
- Escola Universitària de Relacions Laborals
- Escola Universitària de Treball Social

### Centres vinculats
- Centre Superior d'Hostaleria de Galícia

## Titulacions de la Universitat de Santiago de Compostel·la

### Ciències de la Salut
- Diplomatura en Infermeria per a estudis vaginals i uterinals.
- Diplomatura en Infermeria (Campus de Lugo) - adscrita
- Llicenciatura en Farmàcia
- Llicenciatura en Medicina
- Llicenciatura en Odontologia
- Llicenciatura en Veterinària (Campus de Lugo)

### Ciències Experimentals
- Diplomatura en Òptica i Optometria
- Llicenciatura en Biologia
- Llicenciatura en Ciència i Tecnologia dels Aliments (2n cicle) (Campus de Lugo)
- Llicenciatura en Física
- Llicenciatura en Matemàtiques
- Llicenciatura en Química
- Llicenciatura en Química (2n cicle) (Campus de Lugo)

### Ciències Jurídiques i Socials
- Diplomatura en Ciències Empresarials (Campus de Lugo)
- Diplomatura en Educació Social
- Diplomatura en Relacions Laborals
- Diplomatura en Relacions Laborals (Campus de Lugo) - adscrita
- Diplomatura en Treball Social
- Llicenciatura en Administració i Adreça d'Empreses
- Llicenciatura en Administració i Adreça d'Empreses (2n cicle) (Campus de Lugo)
- Llicenciatura en Ciències Polítiques i de l'Administració
- Llicenciatura en Comunicació Audiovisual
- Llicenciatura en Dret
- Llicenciatura en Economia
- Llicenciatura en Pedagogia
- Llicenciatura en Psicologia
- Llicenciatura en Psicopedagogia (2n cicle)
- Llicenciatura en Periodisme
- Mestre, especialitat d'Educació Física (Campus de Lugo)
- Mestre, especialitat d'Educació Infantil
- Mestre, especialitat d'Educació Infantil (Campus de Lugo)
- Mestre, especialitat d'Educació Musical
- Mestre, especialitat d'Educació Primària
- Mestre, especialitat d'Educació Primària (Campus de Lugo)
- Mestre, especialitat de Llengua Estrangera
- Mestre, especialitat de Llengua Estrangera (Campus de Lugo)

### Ensenyaments Tècnics
- Enginyer Agrònom (2n cicle) (Campus de Lugo)
- Enginyer de Montes (2n cicle) (Campus de Lugo)
- Enginyer Químic
- Enginyer Tècnic Agrícola, especialitat en Explotacions Agropecuàries (Campus de Lugo)
- Enginyer Tècnic Agrícola, especialitat en Hortofruticultura i Jardineria (Campus de Lugo)
- Enginyer Tècnic Agrícola, especialitat en Indústries Agràries i Alimentàries (Campus de Lugo)
- Enginyer Tècnic Agrícola, especialitat en Mecanització i Construccions Rurals (Campus de Lugo)
- Enginyer Tècnic Forestal, especialitat en Explotacions Forestals (Campus de Lugo)
- Enginyer Tècnic Industrial, especialitat en Química Industrial (Campus de Lugo)
- Enginyer Tècnic en Informàtica de Sistemes
- Enginyer Tècnic d'Obres Públiques, especialitat en Transports i Serveis Urbans (Campus de Lugo)
- Enginyer Tècnic en Topografia (Campus de Lugo)

### Humanitats
- Llicenciatura en Filologia Alemanya
- Llicenciatura en Filologia Clàssica
- Llicenciatura en Filologia Francesa
- Llicenciatura en Filologia Gallega
- Llicenciatura en Filologia Hispànica
- Llicenciatura en Filologia Hispànica (Campus de Lugo)
- Llicenciatura en Filologia Anglesa
- Llicenciatura en Filologia Italiana
- Llicenciatura en Filologia Portuguesa
- Llicenciatura en Filologia Romànica
- Llicenciatura en Filosofia
- Llicenciatura en Història
- Llicenciatura en Història de l'Art
- Llicenciatura en Humanitats (Campus de Lugo)
- Llicenciatura en Geografia

### Titulacions pròpies

#### Titulacions de 1r Cicle
- Graduat en Ciències Criminològiques i de la Seguretat Pública
- Diploma en Gestió d'Empreses Hosteleres - (Centre Superior d'Hostaleria de Galícia)

#### Titulacions de 2n Cicle
- Gran Diploma de Gestió i direcció d'Empreses Hosteleres - (Centre Superior d'Hostaleria de Galícia)